# Novo Szelo
Novo Szelo az azonos nevű község székhelye Észak-Macedóniában.

## Népesség
Novo Szelo településnek 2002-ben 2756 lakosa volt, melyből 2726 macedón, 11 szerb, 2 muzulmán és 14 egyéb.
Novo Szelo községnek 2002-ben 11 567 lakosa volt, melyből 11 509 macedón (99,5%), 25 szerb és 33 egyéb nemzetiségű.

## A községhez tartozó települések
- Novo Szelo
- Badolen
- Bajkovo
- Barbarevo
- Boriszovo (Novo Szelo)
- Drazsevo (Novo Szelo)
- Zubovo
- Kolesino
- Mokrijevo
- Mokrino
- Novo Konyarevo
- Szamuilovo
- Szmolari
- Sztaro Konyarevo
- Sztinik
- Szusica (Novo Szelo)